# Dubai World Cup
Dubai World Cup är ett galopplopp som sedan 2010 rids på Meydan Racecourse i Dubai i Förenade Arabemiraten. Loppet reds första gången 1996, då på Nad Al Sheba Racecourse, och reds över distansen 2000 meter på dirttrackbana. Det är ett Grupp 1-lopp, det vill säga ett lopp av högsta internationella klass.

## Rekord
Flest antal segrar:
- 2 - Thunder Snow (2018, 2019)

Flest antal segrar som jockey:
- 4 - Jerry Bailey (1996, 1997, 2001, 2002)
- 4 - Frankie Dettori (2000, 2003, 2006, 2022)

Flest antal segrar som tränare:
- 9 - Saeed bin Suroor (1999, 2000, 2002, 2003, 2006, 2014, 2015, 2018, 2019)

## Segrare
| År   | Häst                                              | Född                                              | Tränad                                            | Ägd                                               | Ålder                                             | Jockey                                            | Tränare                                           | Tid                                               |
| ---- | ------------------------------------------------- | ------------------------------------------------- | ------------------------------------------------- | ------------------------------------------------- | ------------------------------------------------- | ------------------------------------------------- | ------------------------------------------------- | ------------------------------------------------- |
| 1996 | Cigar                                             | USA                                               | USA                                               | USA                                               | 6                                                 | Jerry Bailey                                      | William I. Mott                                   | 2:03.84                                           |
| 1997 | Singspiel                                         | Irland                                            | Storbritannien                                    | Förenade arabemiraten                             | 5                                                 | Jerry Bailey                                      | Michael Stoute                                    | 2:01.91                                           |
| 1998 | Silver Charm                                      | USA                                               | USA                                               | USA                                               | 4                                                 | Gary Stevens                                      | Bob Baffert                                       | 2:04.29                                           |
| 1999 | Almutawakel                                       | Storbritannien                                    | Förenade arabemiraten                             | Förenade arabemiraten                             | 4                                                 | Richard Hills                                     | Saeed bin Suroor                                  | 2:00.65                                           |
| 2000 | Dubai Millennium                                  | Storbritannien                                    | Förenade arabemiraten                             | Förenade arabemiraten                             | 4                                                 | Frankie Dettori                                   | Saeed bin Suroor                                  | 1:59.50                                           |
| 2001 | Captain Steve                                     | USA                                               | USA                                               | USA                                               | 4                                                 | Jerry Bailey                                      | Bob Baffert                                       | 2:00.47                                           |
| 2002 | Street Cry                                        | Irland                                            | Förenade arabemiraten                             | Förenade arabemiraten                             | 4                                                 | Jerry Bailey                                      | Saeed bin Suroor                                  | 2:01.18                                           |
| 2003 | Moon Ballad                                       | Irland                                            | Förenade arabemiraten                             | Förenade arabemiraten                             | 4                                                 | Frankie Dettori                                   | Saeed bin Suroor                                  | 2:00.48                                           |
| 2004 | Pleasantly Perfect                                | USA                                               | USA                                               | USA                                               | 6                                                 | Alex Solis                                        | Richard Mandella                                  | 2:00.24                                           |
| 2005 | Roses in May                                      | USA                                               | USA                                               | USA                                               | 5                                                 | John Velazquez                                    | Dale L. Romans                                    | 2:02.17                                           |
| 2006 | Electrocutionist                                  | USA                                               | Förenade arabemiraten                             | Förenade arabemiraten                             | 5                                                 | Frankie Dettori                                   | Saeed bin Suroor                                  | 2:01.32                                           |
| 2007 | Invasor                                           | Argentina                                         | USA                                               | Förenade arabemiraten                             | 5                                                 | Fernando Jara                                     | Kiaran McLaughlin                                 | 1:59:97                                           |
| 2008 | Curlin                                            | USA                                               | USA                                               | USA                                               | 4                                                 | Robby Albarado                                    | Steve Asmussen                                    | 2:00.15                                           |
| 2009 | Well Armed                                        | USA                                               | USA                                               | USA                                               | 6                                                 | Aaron Gryder                                      | Eoin G. Harty                                     | 2:01.01                                           |
| 2010 | Glória de Campeão                                 | Brasilien                                         | Frankrike                                         | Brasilien                                         | 7                                                 | T. J. Pereira                                     | Pascal Bary                                       | 2:03.83                                           |
| 2011 | Victoire Pisa                                     | Japan                                             | Japan                                             | Japan                                             | 4                                                 | Mirco Demuro                                      | Katsuhiko Sumii                                   | 2:05.94                                           |
| 2012 | Monterosso                                        | Storbritannien                                    | Förenade arabemiraten                             | Förenade arabemiraten                             | 5                                                 | Mickael Barzalona                                 | Mahmood al Zarooni                                | 2:02.67                                           |
| 2013 | Animal Kingdom                                    | USA                                               | USA                                               | /                                                 | 5                                                 | Joel Rosario                                      | Graham Motion                                     | 2:03.21                                           |
| 2014 | African Story                                     | [ 2 ]                                             | Förenade arabemiraten                             | Förenade arabemiraten                             | 7                                                 | Silvestre de Sousa                                | Saeed bin Suroor                                  | 2:01.61                                           |
| 2015 | Prince Bishop                                     | Irland                                            | Förenade arabemiraten                             | Förenade arabemiraten                             | 8                                                 | William Buick                                     | Saeed bin Suroor                                  | 2:03.24                                           |
| 2016 | California Chrome                                 | USA                                               | USA                                               | USA                                               | 5                                                 | Victor Espinoza                                   | Art Sherman                                       | 2:01.83                                           |
| 2017 | Arrogate                                          | USA                                               | USA                                               | Saudiarabien                                      | 4                                                 | Mike E. Smith                                     | Bob Baffert                                       | 2:02.53                                           |
| 2018 | Thunder Snow                                      | Irland                                            | Förenade arabemiraten                             | Förenade arabemiraten                             | 4                                                 | Christophe Soumillon                              | Saeed bin Suroor                                  | 2:01.38                                           |
| 2019 | Thunder Snow                                      | Irland                                            | Förenade arabemiraten                             | Förenade arabemiraten                             | 5                                                 | Christophe Soumillon                              | Saeed bin Suroor                                  | 2:03.58                                           |
| 2020 | Inställt p.g.a. den pågående coronaviruspandemin. | Inställt p.g.a. den pågående coronaviruspandemin. | Inställt p.g.a. den pågående coronaviruspandemin. | Inställt p.g.a. den pågående coronaviruspandemin. | Inställt p.g.a. den pågående coronaviruspandemin. | Inställt p.g.a. den pågående coronaviruspandemin. | Inställt p.g.a. den pågående coronaviruspandemin. | Inställt p.g.a. den pågående coronaviruspandemin. |
| 2021 | Mystic Guide                                      | USA                                               | USA                                               | Förenade arabemiraten                             | 4                                                 | Luis Saez                                         | Michael Stidham                                   | 2:01.61                                           |
| 2022 | Country Grammer                                   | USA                                               | USA                                               | /                                                 | 5                                                 | Frankie Dettori                                   | Bob Baffert                                       | 2:04.97                                           |
| 2023 | Ushba Tesoro                                      | Japan                                             | Japan                                             | Japan                                             | 6                                                 | Yuga Kawada                                       | Noboru Takagi                                     | 2:03.25                                           |
| 2024 | Laurel River                                      | USA                                               | Förenade arabemiraten                             | Saudiarabien                                      | 6                                                 | Tadhg O'Shea                                      | Bhupat Seemar                                     | 2:02.31                                           |

## Framträdanden
- 2012 - Toni Braxton
- 2013 - Seal
- 2014 - Jennifer Lopez
- 2015 - Kylie Minogue
- 2016 - Janet Jackson
- 2017 - Sia och Maddie Ziegler[4]
- 2018 - Ingen artist
- 2019 - Gwen Stefani
- 2022 - Becky Hill & Rudimental & Sigala DJ Sets